# هاري هاريسون (رسام توضيحي)
هاري هاريسون (بالإنجليزية: Harry Harrison)‏ هو رسام توضيحي بريطاني، ولد في 12 مايو 1961 في إنجلترا في المملكة المتحدة.